# 张旭 (1968年)
张旭 (1968年—)，四川大学教授、博士生导师，中华人民共和国教育部长江学者特聘教授，从事数学控制论研究。

## 生平
1989年7月毕业于四川大学数学系数学专业。1998年12月起在四川大学数学学院博士后流动站工作，出站后留校任教至今。

## 荣誉
- 中国国家自然科学二等奖
- 美国工业与应用数学学会SIGEST论文奖